# 個人情報保護法関連五法
個人情報保護法関連五法（こじんじょうほうほごほうかんれんごほう）は、基本法制である個人情報保護法）をはじめとした個人情報に関する日本の法律のことで、以下の五法を指す。いずれも2003年（平成15年）に成立したものであるが、2022年の改正で、行政機関の保有する個人情報の保護に関する法律及び独立行政法人等の保有する個人情報の保護に関する法律は、個人情報の保護に関する法律に統合され廃止されている。また行政機関の保有する個人情報の保護に関する法律等の施行に伴う関係法律の整備等に関する法律は、個人情報の保護に関する法律の施行に伴う、他の法律の改正をするものである。
- 個人情報の保護に関する法律（個人情報保護法）
- 行政機関の保有する個人情報の保護に関する法律
- 独立行政法人等の保有する個人情報の保護に関する法律
- 情報公開・個人情報保護審査会設置法
- 行政機関の保有する個人情報の保護に関する法律等の施行に伴う関係法律の整備等に関する法律（整備法）

## 成立背景
個人情報保護法が制定された背景として以下の７つが挙げられる：
- 情報化社会の進展とプライバシー問題の認識
- 個人情報保護法制定の世界的潮流
- OECD 理事会のプライバシー保護勧告
- 地方公共団体の個人情報保護条例の増加
- EU一般データ保護規則（欧州連合指令）[2]
- 電子商取引との関係でのプライバシー保護の要請
- 住民基本台帳法改正との関係での個人情報保護法制の要請

## 概要
個人情報保護法は「基本法部分」と「一般法部分」から構成されており、基本法部分では、五法全体に関わる基本理念、国・地方の責務、および基本方針の策定等について触れられており、一般法部分では民間部門である個人情報取り扱い業者の義務等について触れられている。2016年（平成28年）1月1日より、監視・監督等の事務全般は個人情報保護委員会によって行われている
他の四法は公的部門に対するもので、行政機関、独立行政法人等の個人情報の取り扱いに関してはそれぞれ行政機関個人情報保護法、独立行政法人等個人情報保護法で規定されていたが、2022年の改正で個人情報の保護に関する法律に統合され廃止されている。
情報公開・個人情報保護審査会設置法は行政機関、独立行政法人等において情報公開法制や個人情報保護法制の裁決・決定や開示に関する諮問機関である情報公開・個人情報保護審査会の設置を定めている。
整備法は他の四法の制定に合わせ、登記や刑事訴訟などのうち四法と関連する部分を改正するものである。
なお地方公共団体における個人情報の取り扱いに関しては、個人情報保護法の基本法部分に準じる形で、条例により規定する。